# Попов Олександр Володимирович (плавець)
Олекса́ндр Володи́мирович Попо́в  (рос. Александр Владимирович Попов, 16 листопада 1971) — російський плавець, олімпійський чемпіон.

## Виступи на Олімпіадах
| Олімпіада      | Дисципліна                            | Місце |
| -------------- | ------------------------------------- | ----- |
| Барселона 1992 | плавання на 50 метрів вільним стилем  | 1     |
| Барселона 1992 | плавання на 100 метрів вільним стилем | 1     |
| Барселона 1992 | естафета 4 × 100 вільним стилем       | 2     |
| Барселона 1992 | комплексна естафета 4 × 100           | 2     |
| Атланта 1996   | плавання на 50 метрів вільним стилем  | 1     |
| Атланта 1996   | плавання на 100 метрів вільним стилем | 1     |
| Атланта 1996   | естафета 4 × 100 вільним стилем       | 2     |
| Атланта 1996   | комплексна естафета 4 × 100           | 2     |
| Сідней 2000    | плавання на 50 метрів вільним стилем  | 6     |
| Сідней 2000    | плавання на 100 метрів вільним стилем | 2     |
| Сідней 2000    | естафета 4 × 100 вільним стилем       | 8     |
| Афіни 2004     | плавання на 50 метрів вільним стилем  | 18T   |
| Афіни 2004     | плавання на 100 метрів вільним стилем | 9     |
| Афіни 2004     | естафета 4 × 100 вільним стилем       | 4T    |
| Афіни 2004     | комплексна естафета 4 × 100           | 4     |